# El esclavo del demonio

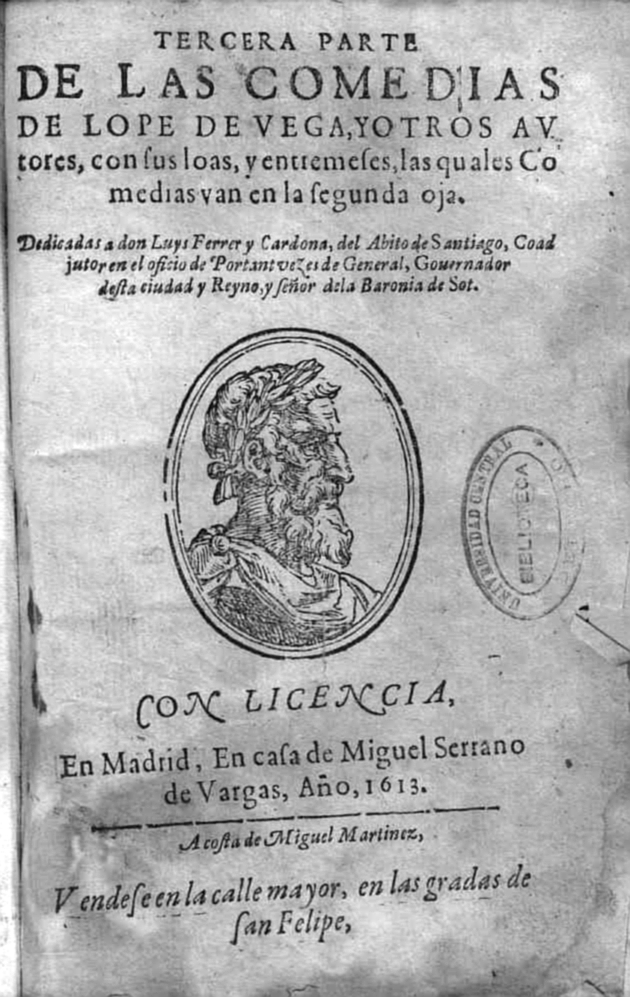
Capa de uma edição da Tercera parte de las comedias de Lope de Vega y otros autores, Na qual foi publicada El esclavo del demonio.

El esclavo del demonio é um drama de tema faústico de Antonio Mira de Amescua, publicado em 1612 (e composto não muito antes desta data) na Tercera parte de las comedias de Lope de Vega y otros autores, considerada uma obra apogeu de seu autor. A obra influenciou decisivamente o drama El mágico prodigioso de Pedro Calderón de la Barca. O título reúne as melhores virtudes de Mira de Amescura enquanto dramaturgo, como sua constante criação de cenas de intenso conteúdo dramático, a naturalidade e força de seu verso, e a energia das personagens protagonistas, especialmente Don Gil, cujo vigor se confronta com forças sobrenaturais tanto divinas como demoniácas.
Em 1657 El esclavo del demonio foi imitado por Agustín Moreto, Jerónimo de Cáncer y Velasco, e Matos Fragoso na obra intitulada Cair para Levantar, cujo primeiro ato se debe a Agustín Moreto.

## Temas
O assunto principal é parte da tradição faústica do homem que firma um pacto com o Diabo ao preço de algum poder sobre a terra. O mito tem antecedentes que podem ser rastreados no Milagre de Teófilo, intitulado no original como De cómo Teófilo fizo su carta con el diablo de su ánima et después fue convertido e salvo; e no Milagros de Nuestra Señora de Gonzalo de Berceo, que por sua vez procede das muitas versões latinas que circularam acerca de Teófilo, um capataz de um Bispo de Cilícia, morto em 538; a história foi captada em grego e traduzida em latim no século VIII por Pablo Diácono.
Porém, o argumento da versão feita por Mira de Amescua, segue outra recriação do mito fundamentada na história de Frei Gil de Santarém, uma hagiografia portuguesa na qual o histórico frei Gil, morto em 1256, terminou convertendo-se em protagonista de um relato folclórico no qual este, mediante um pacto com o diabo, aprende magia negra em Toledo para acabar, como Teófilo, salvando sua alma por intercessão da Virgem Maria.